# Sybra apicefusca
Sybra apicefusca är en skalbaggsart som beskrevs av Stefan von Breuning 1950. Sybra apicefusca ingår i släktet Sybra och familjen långhorningar.
Artens utbredningsområde är Vanuatu. Inga underarter finns listade i Catalogue of Life.